# Нипонсет (Илиноис)
Нипонсет (енгл. Neponset) град је у америчкој савезној држави Илиноис.

## Демографија
По попису из 2010. године број становника је 473, што је 46 (-8,9%) становника мање него 2000. године.
|                   | 2010.        | 2000.        |
| Укупно            | 473 (100,0%) | 519 (100,0%) |
| Белци             | 433 (91,54%) | 497 (95,76%) |
| Хиспаноамериканци | 17 (3,594%)  | 13 (2,505%)  |
| Остали            | 16 (3,383%)  | 3 (0,578%)   |
| Афроамериканци    | 6 (1,268%)   | 2 (0,385%)   |
| Азијати           | 1 (0,211%)   | 4 (0,771%)   |